# فرودگاه تروکی تاهو

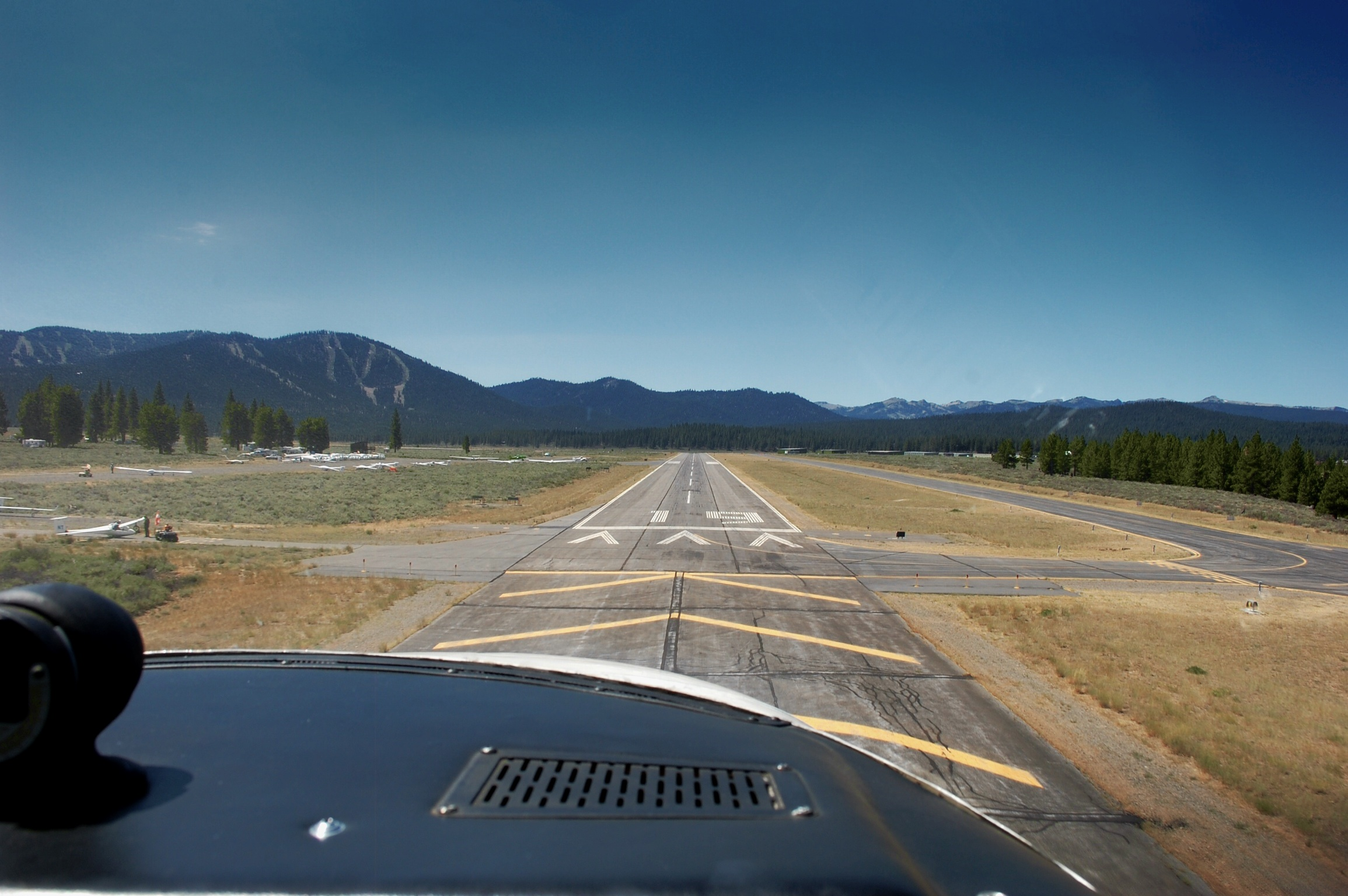
نمایی از باند فرودگاه تروکی تاهو

فرودگاه تروکی تاهو (به انگلیسی: Truckee Tahoe Airport) یک فرودگاه همگانی باربری با کد یاتا TKF است که یک باند فرود آسفالت دارد و طول باند آن ۲۱۳۴ متر است. این فرودگاه در کشور ایالات متحده آمریکا قرار دارد و در ارتفاع ۱۷۹۸ متری از سطح دریا واقع شده است.